# International Rugby Hall of Fame
Die International Rugby Hall of Fame war eine Ruhmeshalle, welche die herausragendsten Spieler in der Sportart Rugby Union ehrte. Die Gründung erfolgte 1997 durch Rugby-Amateure aus Neuseeland. Danach wurde alle zwei Jahre neue Spieler aufgenommen, ebenso Persönlichkeiten, die einen entscheidenden Beitrag zur Entwicklung des Rugby leisteten.
Der International Rugby Hall of Fame Trust war eine neuseeländische Non-Profit-Organisation. Dessen Vorstand setzte sich aus zehn bis zwanzig ernannten Mitgliedern zusammen, welche die bedeutendsten Rugby-Nationen vertraten. Alle zwei Jahre wählte eine aus Spielanalysten und Kommentatoren bestehende Prüfungskommission. Diese erstellten eine Liste mit 25 möglichen Kandidaten. Jeder Kandidat, der von den Vorstandsmitgliedern mindestens sechs Stimmen erhielt, wurde in die Hall of Fame aufgenommen.
Nachdem 2007 letztmals Ehrungen vorgenommen worden waren, wurde die International Rugby Hall of Fame im Jahr 2014 in die World Rugby Hall of Fame integriert, die vom Weltverband World Rugby geführt wird.

## Mitglieder
| - Serge Blanco (Frankreich) - Daniël Craven (Südafrika) - Frik du Preez (Südafrika) - Gareth Edwards (Wales) - Mark Ella (Australien) - Mike Gibson (Irland) - Barry John (Wales) - Willie John McBride (Irland) - Colin Meads (Neuseeland) - Cliff Morgan (Wales) - George Nepia (Neuseeland) - Tony O’Reilly (Irland) - Hugo Porta (Argentinien) - Jean-Pierre Rives (Frankreich) - J. P. R. Williams (Wales) - Gerald Davies (Wales) - Morne du Plessis (Südafrika) - Nick Farr-Jones (Australien) - Andy Irvine (Schottland) - Carwyn James (Wales) - Jack Kyle (Irland) - Brian Lochore (Neuseeland) - Philippe Sella (Frankreich) - Wavell Wakefield (England) - Wilson Whineray (Neuseeland) - Gordon Brown (Schottland) - David Campese (Australien) - Ken Catchpole (Australien) - Don Clarke (Neuseeland) - Mervyn Davies (Wales) - Sean Fitzpatrick (Neuseeland) - Michael Lynagh (Australien) - Bill McLaren (Schottland, Kommentator) - Hennie Muller (Südafrika) - Jean Prat (Frankreich) | - Bill Beaumont (England) - Gavin Hastings (Schottland) - Tim Horan (Australien) - Michael Jones (Neuseeland) - Ian Kirkpatrick (Neuseeland) - John Kirwan (Neuseeland) - Jo Maso (Frankreich) - Syd Millar (Irland) - Fred Allen (Neuseeland) - Phil Bennett (Wales) - André Boniface (Frankreich) - Naas Botha (Südafrika) - John Eales (Australien) - Grant Fox (Neuseeland) - David Gallaher (Neuseeland) - Martin Johnson (England) - Ian McGeechan (Schottland) - Gwyn Nicholls (Wales) - Francois Pienaar (Südafrika) - Keith Wood (Irland) - Matt Austin (Australien) - Ieuan Evans (Wales) - Danie Gerber (Südafrika) - Tom Kiernan (Irland) - Jason Leonard (England) - Jonah Lomu (Neuseeland) - Terry McLean (Neuseeland, Journalist) - Graham Mourie (Neuseeland) - Bennie Osler (Südafrika) - Fergus Slattery (Irland) - Joost van der Westhuizen (Südafrika) |

### Herkunft der Mitglieder
| Land        | Anzahl |
| ----------- | ------ |
| Neuseeland  | 15     |
| Wales       | 10     |
| Südafrika   | 9      |
| Irland      | 8      |
| Australien  | 7      |
| Frankreich  | 6      |
| Schottland  | 5      |
| England     | 4      |
| Argentinien | 1      |